# Kreis Rosenberg in Westpreußen

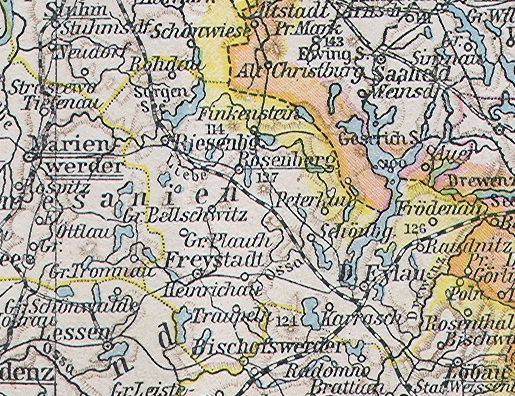
Der Kreis Rosenberg in Westpreußen

Die Provinz Westpreußen 1919
Regierungsbezirk Danzig
Regierungsbezirk Marienwerder

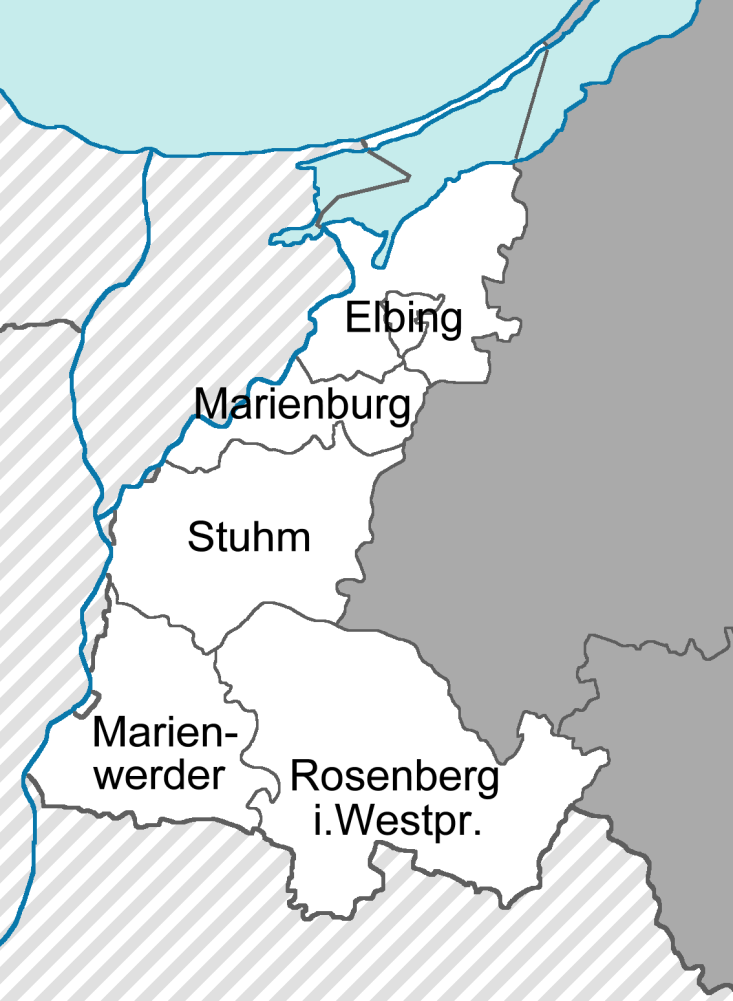
Lage im Regierungsbezirk Westpreußen von 1920 bis 1939

Der Kreis Rosenberg in Westpreußen (abgekürzt Rosenberg i. Westpr.) war ein preußischer Landkreis, der von 1818 bis 1945 bestand. Das ehemalige Kreisgebiet liegt heute in der polnischen Woiwodschaft Ermland-Masuren.

## Geschichte
Das Kreisgebiet gehörte ursprünglich zu Ostpreußen. Nachdem Westpreußen im Zuge der ersten Teilung Polens 1772 zu Preußen gekommen war, wurde das Kreisgebiet als Teil des damaligen Kreises Marienwerder der neu geschaffenen Provinz Westpreußen zugeordnet. Im Rahmen einer umfassenden Kreisreform im Regierungsbezirk Marienwerder wurde zum 1. April 1818 aus dem Ostteil des Kreises Marienwerder der neue Kreis Rosenberg mit der Kreisstadt Rosenberg in Westpreußen gebildet. Der Kreis umfasste die Städte Bischofswerder, Deutsch Eylau, Freystadt in Westpreußen,  Riesenburg und Rosenberg, die Intendantur Riesenburg sowie 97 adlige Güter.
Vom 3. Dezember 1829 bis zum 1. April 1878 waren Westpreußen und Ostpreußen zur Provinz Preußen vereinigt, die seit dem 1. Juli 1867 zum Norddeutschen Bund und seit dem 1. Januar 1871 zum Deutschen Reich gehörte.
Mit Inkrafttreten des Versailler Vertrags am 10. Januar 1920, der Einrichtung des Polnischen Korridors auf westpreußischem Territorium und der damit verbundenen Auflösung der Provinz Westpreußen wurde der Kreis einstweilig dem Oberpräsidenten in Königsberg unterstellt. Zur Vorbereitung der Volksabstimmung in Westpreußen am 1. Juli 1920 über die zukünftige Zugehörigkeit des Kreises blieb das Kreisgebiet bis zum 16. August 1920 der Interalliierten Kommission für Regierung und Volksabstimmung in Marienwerder unterstellt. Unter den im Jahr 1910 zu 92 Prozent deutschsprachigen und zu 8 Prozent polnischsprachigen Einwohnern stimmten 2,7 Prozent der Stimmberechtigten für Polen. Somit verblieb der Kreis bei Deutschland. Zum 1. Juli 1922 wurde der Kreis Marienwerder in die Provinz Ostpreußen eingegliedert. Der Regierungsbezirk Marienwerder wurde aus Traditionsgründen in Regierungsbezirk Westpreußen umbenannt.
Zum 30. September 1928 fand im Kreis Marienwerder entsprechend der Entwicklung im übrigen Preußen eine Gebietsreform statt, bei der – bis auf zwei unbewohnte Forstgutsbezirke – alle Gutsbezirke aufgelöst und benachbarten Landgemeinden zugeteilt wurden.
Mit dem 26. Oktober 1939 wurde der Kreis Rosenberg Teil des neu gebildeten Reichsgaus Westpreußen, der zum 2. November 1939 in „Reichsgau Danzig-Westpreußen“ umbenannt wurde. Der Regierungsbezirk führte jetzt zwar wieder die frühere Bezeichnung „Marienwerder“, war aber nicht mehr Bestandteil des Freistaats Preußen.
Im Januar 1945 eroberte die Rote Armee das Kreisgebiet und unterstellte es im März 1945 der Verwaltung der Volksrepublik Polen. Die deutsche Bevölkerung wurde in der Folgezeit aus dem Kreisgebiet vertrieben.

## Bevölkerung
Im Folgenden eine Übersicht nach Einwohnerzahl, Konfessionen und Sprachgruppen:
| Jahr                                          | 1821             | 1831             | 1852             | 1861             | 1871             | 1890               | 1900             | 1910             | 1925             | 1933             | 1939            |
| --------------------------------------------- | ---------------- | ---------------- | ---------------- | ---------------- | ---------------- | ------------------ | ---------------- | ---------------- | ---------------- | ---------------- | --------------- |
| Einwohner                                     | 28.058           | 31.335           | 43.222           | 46.535           | 51.637           | 49.001             | 52.001           | 54.550           | 58.629           | 60.079           | 61.439          |
| Evangelische Katholiken Juden                 | 23.820 3.902 282 | 27.939 2.933 412 | 38.846 3.606 731 | 42.450 3.070 971 | 46.961 3.678 931 | 42.753 5.400 695   | 44.494 6.767 588 | 46.060 7.862 414 | 52.469 5.501 360 | 53.806 5.839 241 | 53.999 5.989 39 |
| deutschsprachig zweisprachig polnischsprachig |                  | 26.190 - 5.145   | 35.513 - 7.709   | 40.182 - 6.353   |                  | 44.005 1.253 3.724 | 47.599 793 3.591 | 50.194 870 3.451 |                  |                  |                 |

## Politik

### Landräte
1818–183000Karl von Besser
1830–184400Alfred von Auerswald (1797–1870)
1845–185100Rodrigo zu Dohna-Finckenstein (1815–1900)
1851–186100Werner von Gustedt (1813–1864)
1861–186500Siegfried von Brünneck-Bellschwitz (1814–1871)
1865–186900Karl von Portatius (1835–1877) (kommissarisch)
1869–188200Magnus Roland von Brünneck
1882–190400Hans Albert von Auerswald
1904–192000Siegfried von Brünneck (1871–1927)
19200000000Hans Lorenz von Versen (1881–1931) (kommissarisch)
1920–192500Ferdinand Friedensburg (1886–1972)
1925–193500Herbert Kleine (1887–1978)
1935–193900Wolfgang Born (1903–?)
1939–194500Wilhelm Pukall (1907–1986)

### Wahlen
Im Deutschen Reich bildete der Kreis Rosenberg zusammen mit dem Kreis Löbau den Reichstagswahlkreis Marienwerder 2. Der Wahlkreis wurde bis auf die Wahlen von 1890 und 1893, bei denen der polnische Kandidat siegte, von konservativen Kandidaten gewonnen.
- 187100Rodrigo zu Dohna-Finckenstein, Deutschkonservative Partei
- 187400Rodrigo zu Dohna-Finckenstein, Deutschkonservative Partei
- 187700Rodrigo zu Dohna-Finckenstein, Deutschkonservative Partei
- 187800Rodrigo zu Dohna-Finckenstein, Deutschkonservative Partei
- 188100Rodrigo zu Dohna-Finckenstein, Deutschkonservative Partei
- 188400Rodrigo zu Dohna-Finckenstein, Deutschkonservative Partei
- 188700Rodrigo zu Dohna-Finckenstein, Deutschkonservative Partei
- 189000Theophil Rzepnikowski, Polnische Fraktion
- 189300Theophil Rzepnikowski, Polnische Fraktion
- 189800Eckart von Bonin, Freikonservative Partei
- 190300Julius Walzer, Freikonservative Partei
- 190700Konrad Finck von Finckenstein, Deutschkonservative Partei
- 191200Johannes Zürn, Freikonservative Partei

### Kommunalverfassung
Der Kreis Rosenberg in Westpreußen gliederte sich in Städte, in Landgemeinden und Gutsbezirke. Mit Einführung des preußischen Gemeindeverfassungsgesetzes vom 15. Dezember 1933 sowie der Deutschen Gemeindeordnung vom 30. Januar 1935 wurde zum 1. April 1935 das Führerprinzip auf Gemeindeebene durchgesetzt. Eine neue Kreisverfassung wurde nicht mehr geschaffen; es galt weiterhin die Kreisordnung für die Provinzen Ost- und Westpreußen, Brandenburg, Pommern, Schlesien und Sachsen vom 19. März 1881.

## Städte und Gemeinden

### Städte und Gemeinden 1945
Zum Ende seines Bestehens im Jahr 1945 umfasste der Kreis fünf Städte sowie 77 weitere Gemeinden:

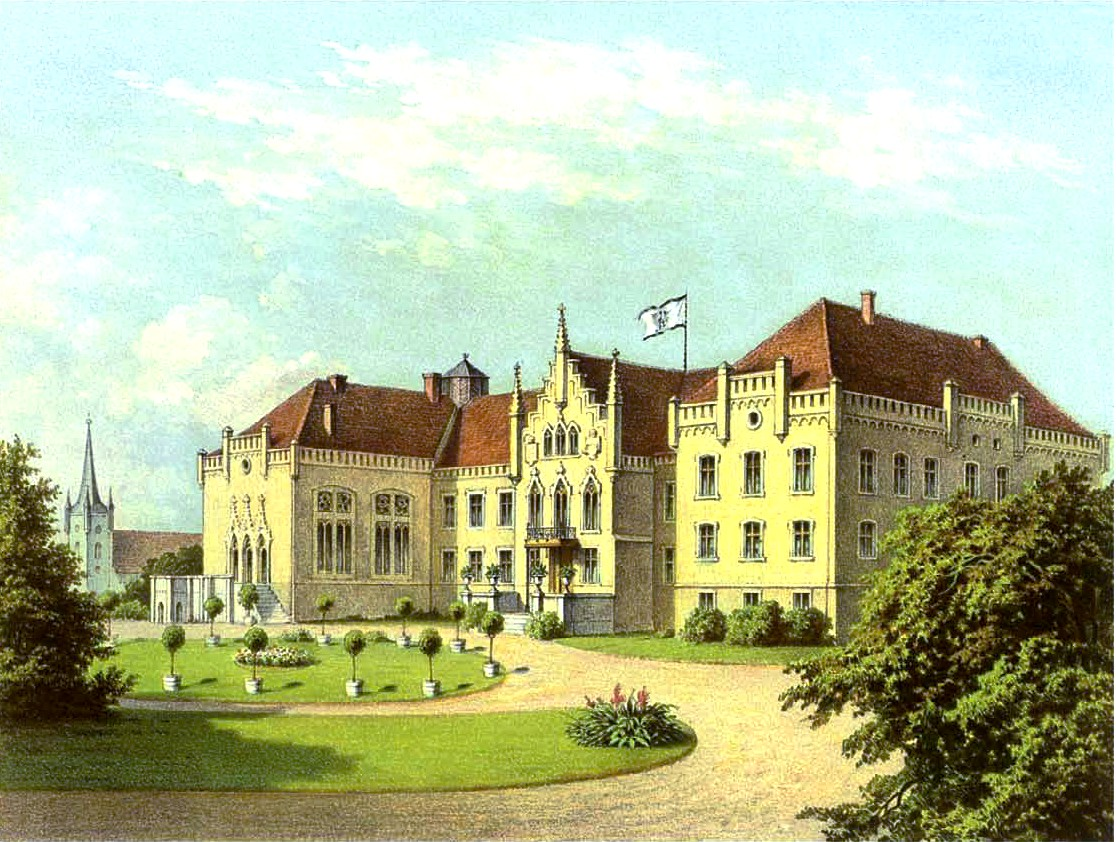
Gut Langenau um 1860, Sammlung Alexander Duncker

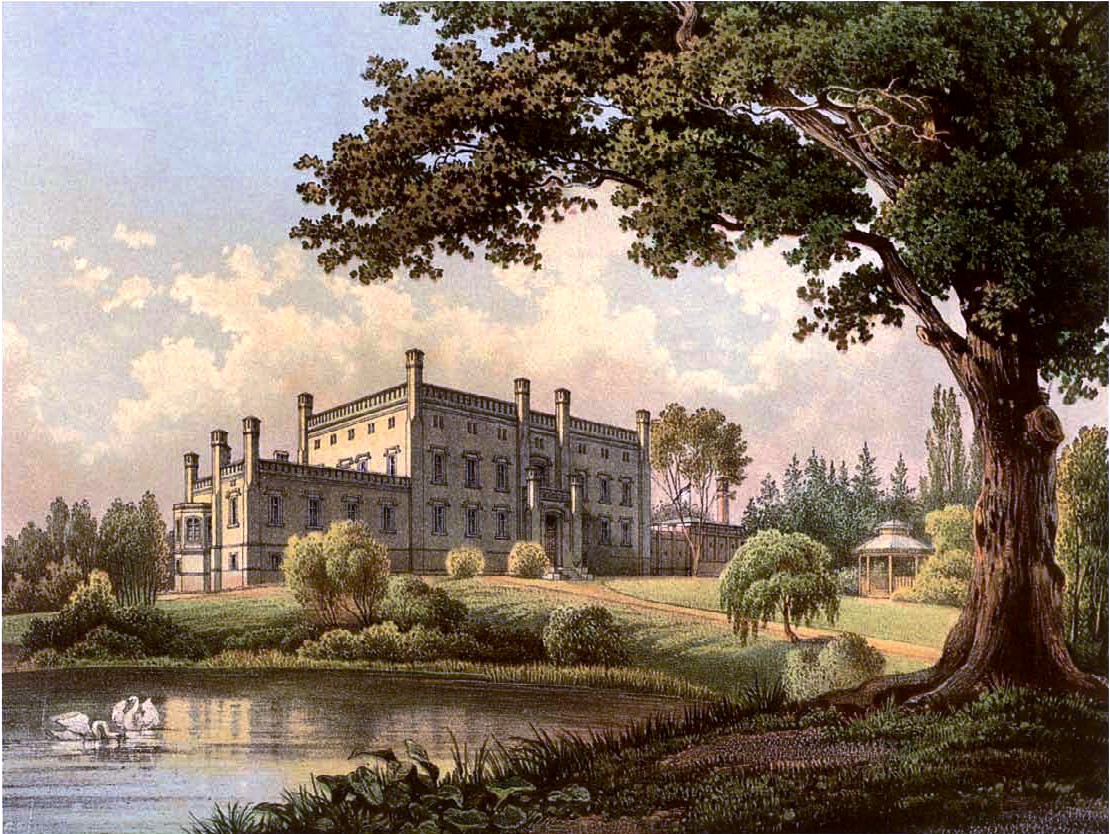
Gut Bellschwitz um 1860, Sammlung Alexander Duncker

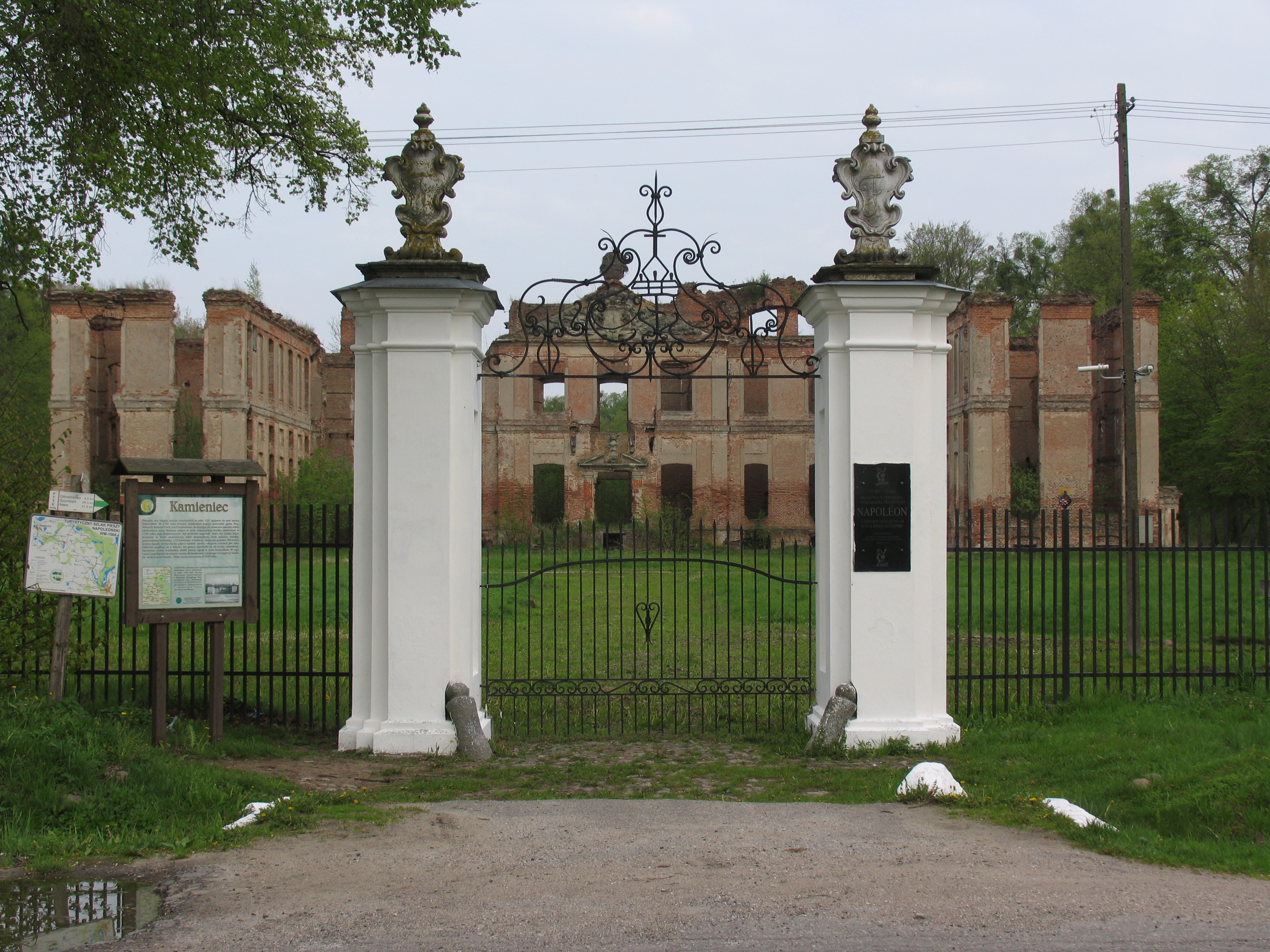
Ruine von Schloss Finckenstein (2010), erhaltenes Eingangstor

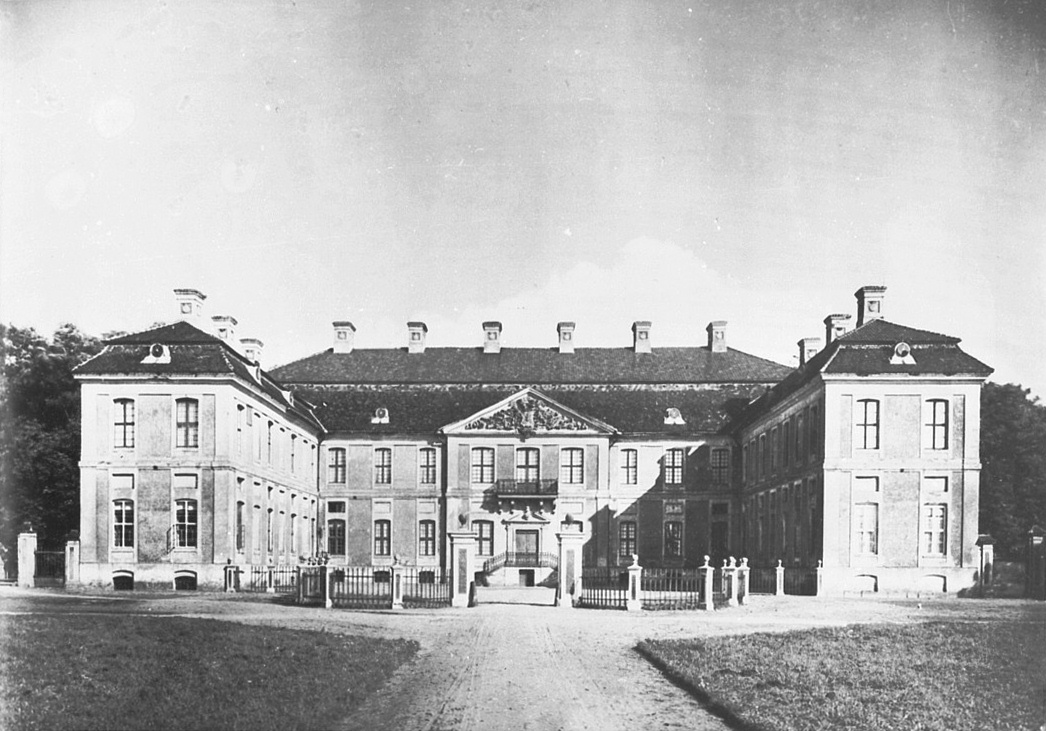
Schloss Finckenstein, Fotografie vor 1931

- Bischofswerder, Stadt
- Bornitz
- Buchfelde
- Charlottenwerder
- Dakau
- Daulen
- Deutsch Eylau, Stadt
- Drulitten
- Faulen
- Finckenstein
- Freiwalde
- Freudenthal
- Freystadt i. Westpr., Stadt
- Frödenau
- Goldau
- Gramten
- Groß Babenz
- Groß Bellschwitz
- Groß Falkenau
- Groß Herzogswalde
- Groß Jauth
- Groß Nipkau
- Groß Peterwitz
- Groß Plauth
- Groß Rohdau
- Groß Schönforst
- Groß Sehren
- Groß Stärkenau
- Guhringen
- Gulbien
- Gunthen
- Hansdorf
- Harnau
- Heinfriede
- Heinrichau
- Hochfelde (Westpr.)
- Jacobsdorf
- Jakobau
- Kalitten
- Karrasch
- Klein Albrechtau
- Klein Radem
- Klein Schönforst
- Klein Sehren
- Klein Tromnau
- Konradswalde
- Langenau
- Languth
- Laskowitz
- Limbsee
- Ludwigsdorf i. Westpr.
- Luisenseegen
- Melchertswalde
- Montig
- Mosgau
- Neudorf
- Neuguth
- Peterkau
- Rahnenberg
- Raudnitz
- Riesenburg, Stadt
- Riesenkirch
- Riesenwalde
- Rosenau
- Rosenberg i. Westpr., Stadt
- Rothwasser
- Schakenbruch
- Schalkendorf
- Scheipnitz
- Schönberg
- Schönerswalde
- Schornsteinmühle
- Sommerau
- Sonnenberg i. Westpr.
- Stangenwalde
- Stein
- Stenkendorf
- Stradem
- Susannenthal
- Tillwalde
- Wachsmuth
- Winkelsdorf

### Vor 1945 aufgelöste Gemeinden
- Bischdorf und Groß Ludwigsdorf, 1928 zur Gemeinde Ludwigsdorf zusammengeschlossen
- Klein Steinersdorf, 1936 zu Straden
- Polken, 1936 zu Klein Tromnau
- Waldkathen, 1928 zu Schornsteinmühle
- Wolfsdorf, 1934 zu Tillwalde

### Namensänderungen
- Borreck, 1928 umbenannt in Hochfelde
- Grasnitz, 1938 umbenannt in Drulitten
- Pillichowo, 1927 umbenannt in Heinfriede
- Sobiewolla (Gutsbezirk), 1913 umbenannt in Eigenwill
- Stein-Caspendorf, 1928 umbenannt in Stein
- Sumpf, 1928 umbenannt in Kalittken, 1938 umbenannt in Kalitten

## Persönlichkeiten
- Emil von Behring, erster Preisträger des Nobelpreises für Medizin, geboren am 15. März 1854 in Hansdorf
- Reichspräsident und Generalfeldmarschall Paul von Hindenburg, zuletzt ansässig auf Gut Neudeck und dort am 2. August 1934 gestorben
- Louis Sauerhering, Präsident der Klosterkammer Hannover, geboren am 5. November 1814 in Frödenau